# Hot-n-Fun
«Hot-n-Fun» — сингл N.E.R.D., виконаний з Неллі Фуртаду, з альбому «Kaleidoscope». Випущений 18 травня 2010 року лейблами Star Trak і Interscope.

## Список композицій і форматів
Digital download
1. Hot-n-Fun (з Неллі Фуртаду) — (3:22)

Hot-n-Fun (the remixes) [з Неллі Фуртаду] — EP
1. «Hot-n-Fun» (Starsmith Club Remix) — (5:33)
2. «Hot-n-Fun» (Boys Noize Remix) — (5:55)[3]
3. «Hot-n-Fun» (Nero Remix) — (04:04)
4. «Hot-n-Fun» (Wideboys Club Remix) — (6:00)
5. «Hot-n-Fun» (Yeasayer Remix) — (3:42)[4]
6. «Hot-n-Fun» (Crookers Remix) — (5:05)
7. «Hot-n-Fun» (Hot Chip Remix) — (6:01)